# 南石灰岩山脉

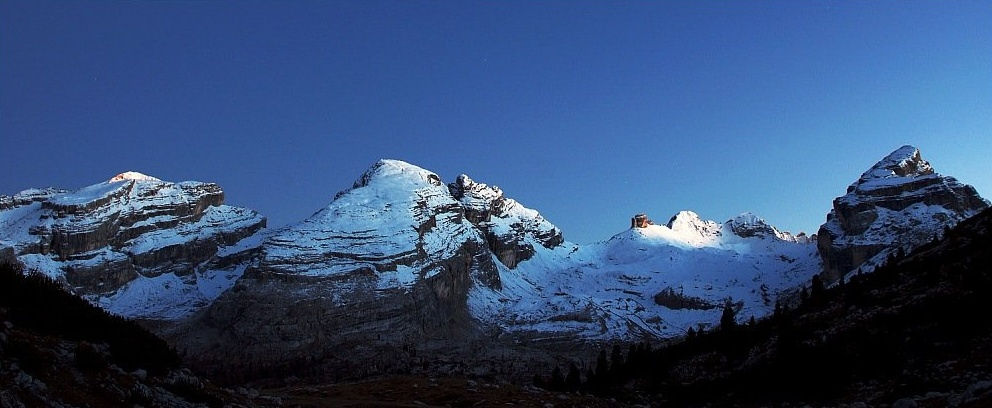

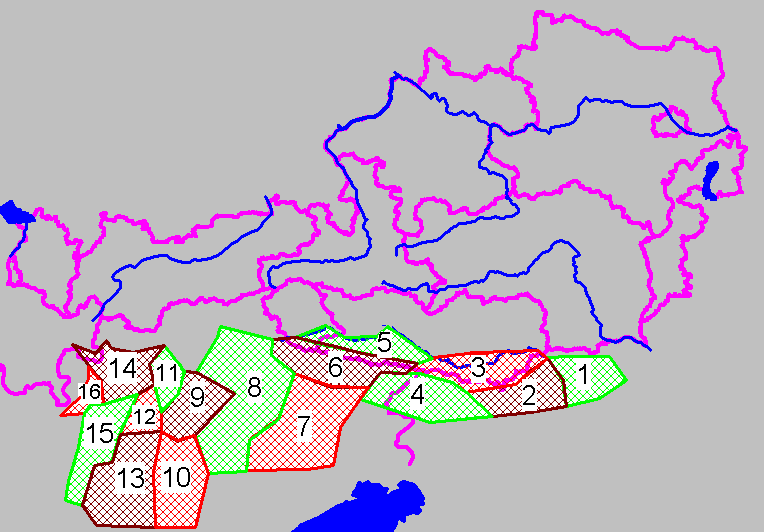

南石灰岩山脉（德语：Südliche Kalkalpen；意大利语：Alpi Sud-orientali；法语：Préalpes orientales méridionales；英语：Southern Limestone Alps）是歐洲的山脈，是東阿爾卑斯山脈的一部分，位於中阿爾卑斯山脈以南，橫跨奧地利、意大利和斯洛文尼亞，最高點海拔高度3,905米，山體由石灰岩和白雲岩形成。